# Вараличарење
Риболов вараличарењем представља по многима најспортскији вид риболова, јер осим велике активности риболовца коју захтева, такође, оставља риби највећу могућност да се ослободи, тј. да не буде ухваћена. Вараличарење захтева велику упорност, али и велико риболовно искуство и знање, па када добро савладате неки терен, можете почети да уживате у њему, у сваком смислу те речи.
Вараличарење можемо поделити на: лако (УЛ, Л) ; средње (М, МХ) и тешко вараличарење (Х, ЕХ), у зависности од рибе коју ловимо, тј. опреме коју користимо. Опрема потребна за вараличарски риболов је врло битна, па да погледамо кратки преглед.

## Вараличарски штапови
Вараличарски штапови су најчешће обележени бројевима 1, 2, 3 сто представља врсту риболова (лаки, тешки, средњи), а неретко имају и назив рибе на себи (пике, салмон, троут ...) јер су најбољи управо за лов те рибе ... У лаком вараличарењу (првенствено са обале) користе се дужине штапова 1,8-2,4 м (тежине бацања 5 до 30г), најчешће због густог растиња, и могућности избачаја ипод грана, и поред других препрека. Штапови 2,4-2,8 м (тежине бацања 30 до 80г) користе се у средњем вараличарењу са обале, као и при тешком вараличарењу из чамца. На крају, штапови 2,8-3,3 м (тежине бацања 80 до 150г) користе се у средњем и тешком вараличарењу са обале. Вараличарски штапови  су  најчешће дводелни, али могу бити и телескопски, једноделни, као и травел (три до пет делова)

## Машинице
У европи се користи готово искључиво стационарни чекрк, због предности у квалитету у условима слатководног риболова. Основни показатељ намене машинице је капацитет шпулне, па по њој можемо видети јели за лаки (100м/0.3мм), средњи (100м/0.4мм) или тешки (100м/0.5мм) риболов. Пренос код чекрка за вараличарење требало би да је нешто бржи неко код стационарних метода риболова (нпр. 1:5 или 1:6) . 
Најпознатији произвођачи машиница су: Шимано, Даива, Окума, Пен, Абу Гарсиа....

## Струне
Струна или најлон представља можда и најважнију вези између риболовца и рибе. Она је уједно и најслабија карика у том ланцу па је треба врло пажљиво бирати. Декларисана носивост струне предтсавља њену носивост на било ком не везаном делу струне (места са чвором је значајно ослабљују, па не треба узимати за готово декларативну тежину). Имамо тврде не истегљив струне, и меке истегљиве струне. Тврде струне обично имају већу носивост и мање се хабају али нам смањују даљину избачаја. Такође нам дају бољи осећај при контакту са дном или рибом, и омогућавају нам брзу контру. Меке струне су мање носивости и лакше се хабају, али су много боље при далеким избачајима и добро амортизује снажне ударе рибе на малој удаљености. Свака струна је склона механичким оштећењима, па је треба што чешће контролисати и у случају оштећења заменити. У лову штуке добро је користити и кевларски предвез, сајлу, како би спречили прегризање струне.

## Вараличарење у зависности од технике
Друга битна подела вараличарења је у зависности од тога на којим дубинама пецамо, па га делимо на:
1. вараличарење на површини,
2. вараличарење при површини,
3. вараличарење у средњим слојевима,
4. вараличарење при дну
5. вараличарење на дну.

### Вараличарење на површини
Вараличарење на површини примењујемо када се риба налази непосрено испод површине и у ситуацијама када пецамо на јако затрављеним теренима где нам изнад траве преостаје свега неколико десетина сантиметара слободне воде. Варалице које су погодне за ову врсту вараличарења су: пилкер, попер, торпедо, неоптерећени силиконци ... Најбоље је варалицу забацити на прекривени део површине, или непосредно поред њега, а онда је водити чистим делом како би испровоцирали напад грабљивице скривене у подводном растињу.

### Вараличарење при површини
Вараличарење при површини користимо када ловимо на теренима са доста подводних препрека, у период дана када је грабљивица активна у горњим слојевима воде (нпр. смуђ и сом ноћу). Овај начин вараличарења могуће је вршити готово свим врстама варалица, искључујући воблере дубокоронце, тешке кашике и силиконце са великим оптерећењем. Дубину кретања варалице контролишемо брзином повлачења и положајем штапа, подижући га, или спуштајући доле.

### Вараличарење у средњим слојевима
Вараличарење у средњим слојевима користи се када је риба активна у средњим слојевима, што се најчешће дешава при порасту водостаја, када прилази обали, и предвече, пре него што се упусти у површински лов. На текућим водама варалица се забацује узводно од места напада у вуче се тако да је ток нанесе на очекивано место напада, док на стајаћицама забацујемо иза места очекиваног напада и полако је наводимо на то место. За овај начин риболова могу се користи готово све врсте варалица.

### Вараличарење при дну
Вараличарење при дну користимо када је риба активна при самом дну. Најчешће се примењује у лову смуђа, штуке и сома, али исто тако и мрене ... На већим дубинама 3-4м или више можемо користити отежане силиконце, воблере са оловним отежањем, велике кашике, а у мирнијим водама и на крупне лептире. Вођење варалице се одвија непосредно инад дна, пратећи његову конфигурацију, и претражујући могућа места напада.

### Вараличарење на дну
Користи се када је риба на самом дну и када је тешко испровоцирати било којим другим методом. Вучење варалице почиње тек када смо осетили да је дотакла дно, и покушавамо да је задржимо што је могуће дуже у том слоју воде, са што је могуће чешће додиривањем самог дна. Примењује са на теренима који немају пуно препрека, тј имају чисто дно. На таквим местима риба се најчешће налази у удубљењима у самом дну, па уколико успемо да пронађемо иста, успех је скоро загарантован.